# Жежеря, Александр Ефимович
Александр Ефимович Жежеря (30 мая 1910, Богоявленское, Херсонская губерния — 13 августа 1944, Силезское воеводство) — сержант Рабоче-крестьянской Красной Армии, участник Великой Отечественной войны, Герой Советского Союза (1944).

## Биография
Родился 30 мая 1910 года в селе Богоявленское (ныне — Александровка, Александрийский район Кировоградской области Украины). После окончания курсов пчеловодов заведовал пасекой в колхозе.
Довоенный опыт охотника позднее оказался полезен во время военной службы.
В 1941 году оказался в оккупации. После освобождения своего родного села Жежеря в декабре 1943 года добровольно пошёл в РККА. Участвовал в освобождении Кировограда. К апрелю 1944 года гвардии сержант Жежеря командовал пулемётным расчётом 289-го гвардейского стрелкового полка 97-й гвардейской стрелковой дивизии 5-й гвардейской армии 2-го Украинского фронта. Отличился во время форсирования Днестра.
В ночь с 13 на 14 апреля 1944 года Жежеря со своим расчётом одним из первых переправился через Днестр в районе села Пугочены Григориопольского района Молдавской ССР и принял активное участие в захвате, удержании и расширении плацдарма на его западном берегу. 24 апреля 1944 года, когда противник предпринял двенадцать контратак. Несмотря на выбывание из строя одного из номером расчёта и ранение в руку самого Жежери, расчёт продолжал вести огонь. 26 апреля Жежеря оказался в окружении и, уничтожив около роты вражеской пехоты, прорвался к своим. В общей сложности за два месяца боёв весной 1944 года Жежеря уничтожил 343 солдата и офицера противника, три раза был ранен, но всегда оставался в строю.
13 августа 1944 года в бою у села Оглендув к юго-западу от Сандомира Жежеря уничтожил свыше 20 гитлеровцев и захватил в плен офицера противника, но получил смертельное ранение.
Похоронен в деревне Канемлоты в 8 километрах к юго-западу от Сташува.
Указом Президиума Верховного Совета СССР от 13 сентября 1944 года за «образцовое выполнение боевых заданий командования на фронте борьбы с немецкими захватчиками и проявленные при этом отвагу и геройство» гвардии сержант Александр Жежеря посмертно был удостоен высокого звания Героя Советского Союза.

## Награды
- медаль «Золотая Звезда»[1][2]
- орден Ленина[2]
- орден Славы 3-й степени[2]
- орден Отечественной войны 1-й степени (посмертно)[1]
- медали[2]

## Память
- Навечно зачислен в списки личного состава 1-й роты 289 гв. мотострелкового полка[1][2].
- пулемёт «максим» Героя Советского Союза А. Е. Жежери (серийный номер 1081) стал экспонатом Центрального музея вооружённых сил СССР[1][3] в Москве[2].